# Феминистская эстетика
Фемини́стская эсте́тика — совокупность подходов феминистской философии для рассмотрения таких вопросов эстетики, как субъект творца, женское искусство, культ женственности, каноны нормативной эстетики и т. п..

Начиная с XVIII века, философы пытались дать определение «вкуса». Например, И. Кант и Д. Юм утверждали, что существует универсальный хороший вкус, который вызывает эстетическое удовольствие. Феминистский подход заключается в том, что поскольку изобразительное искусство было досуговой деятельностью в это время, те, кто мог позволить себе заниматься искусством или создавать предполагаемые универсальные истины о том, что нравится, будут делать это таким образом, чтобы создать классовое и гендерное разделение. Даже когда эти универсальные эстетисты обращались к гендеру, они делили эстетику на две категории: красоту и возвышенность; с красотой, маленькой и деликатной (женственной), а возвышенность велика и впечатляющая (мужская).

## Принципы феминистской эстетики
Феминистки утверждают, что, несмотря на кажущуюся нейтральную или всеобъемлющую роль, люди воспринимают искусство и эстетику под влиянием гендерных ролей. Хотя единого набора принципов феминистской эстетики не выделено, существуют три основных подхода к их определению.
Первый подход был предложен Кристиной Беттерсби, которая предлагает заново оценить критерии и стандарты, определяющие произведение искусства, для более точного толкования «феминистской эстетики». Так, например, она предлагает переосмыслить значимость таких тем, как «женская дружба, воспитание детей, домашние хлопоты, традиционно присущих женской литературе, однако не считающихся такими универсальными и уважаемыми как противостояние человека и природы, отшельника и мира, а также включить их в художественный канон». В конечном итоге это предположительно должно привести к осознанию ценности и богатства женского искусства, а также выделению черт, характерных женским жанрам и художественным традициям. Более того, возрастёт число художниц и увеличится ценность женского искусства.
Однако Рита Фелски нашла весомый контраргумент в ответ на подход Кристины Беттерсби: по каким критериям отделять выдающиеся художественные произведения от менее выдающихся? Действительно, остаётся непонятным, какие критерии оценки искусства используются для феминистской эстетики, потому как любые попытки переоценить женское искусство опираются на критерии и канон патриархальной культуры. Вместе с тем нет определённого ответа на вопрос, почему феминизм нуждается в «высоком» искусстве.
Второй подход феминистской эстетики сформулирован Ритой Фелски в её программном тексте «Почему феминизму не нужна эстетика и почему он не может игнорировать эстетику?». В этой статье Фелски называет обращение к художественной ценности «признаком элитарного и патриархального мировоззрения». Вместо этого поощряются любые проявления креативности женщин, способствующие их самоутверждению.
«На практике такая позиция приводит к подрыву традиционных систем оценки произведений, а сам процесс создания начинает цениться больше, чем конечный результат, который может быть раскритикован за своё логичное построение, структуру и продуманность как признаки маскулинной эстетики, ориентированный на продукт».
Третий подход предложен Сарой Уорт. В отличие от понимания теории феминистской эстетики Кристины Беттерсби, в своей версии Сара Уорт не делает различий между искусством, созданным женщиной и созданным мужчиной. Кроме того, Уорт отрицает закономерное сходство между видами и течениями женского искусства. Взамен большую роль играют различные виды переживания произведений, зависящие от гендера, социального положения и т. п. Поэтому произведение искусства необходимо представлять в его контексте, а не изолируя для показа в музее.
В отличие от традиционной теории эстетики, которая подчиняет женское и принимает белого привилегированного мужчину в качестве гендерно-нейтрального идеального зрителя, феминистская эстетика настаивает, что эстетика не должна быть гендерно-нейтральной, а наоборот обязана признавать, каким образом гендер оказывает влияние и предоставляет привилегии художникам и их произведениям.